# Eiger-Ostegghütte
Die Eiger-Ostegghütte ist eine 2317 m ü. M. hoch gelegene Berghütte am Fusse des Eiger-Nordostgrates. Der Name stammt von der Lagebezeichnung Ostegg. Sie wurde von den Grindelwalder Bergführern in Erinnerung an das 100-jährige Bestehen des Bergführervereins Grindelwald 1998 gebaut.

## Alpinismus

### Zugang
- Von der Station Alpiglen der Wengernalpbahn über Punkt 1'773 und Rots Horen, Dauer: 3,5 Stunden; Kletterei in ungesichertem Gelände (UIAA 1–2) und  Klettersteig (Kategorie C/D)

### Gipfel
- Eiger-Gesamtüberschreitung: Über die Eigerhörnli zur Mittellegihütte auf den Gipfel und Abstieg über die Westseite, Dauer: 2 Tage